# Дзяльський Потік
Дзяльський Потік (пол. Dzialski) — гірська річка в Польщі, у Суському повіті Малопольського воєводства. Ліва притока Скави, (басейн Балтійського моря).

## Опис
Довжина річки 4,53 км, найкоротша відстань між витоком і гирлом — 3,62  км, коефіцієнт звивистості річки — 1,26 . Площа басейну водозбору 8,4  км².

## Розташування
Бере початок на південно-західній околиці села Топожисько на висоті 500 м. Тече переважно на північний схід і у присілку Лазаживці впадає у річку Скаву, праву притоку Вісли.

## Цікавий факт
- Витік річки розташований у Оравсько-Подхалянському Бескиді.